# Saison 1963-1964 de la LNH
Saison précédente Saison suivante
La saison 1963-1964 est la 47e saison régulière de la Ligue nationale de hockey. Elle est précédée du premier repêchage de la ligue qui est organisé en juin 1963. Les six équipes ont joué chacune 70 matchs.

## Saison régulière
Trois records de la ligue sont battus cette saison :
- Gordie Howe bat le nombre de buts inscrits par Maurice Richard en marquant son 545e but ;
- Terry Sawchuk réalise son 95e blanchissage dépassant ainsi George Hainsworth ;
- Andrew Hebenton joue 630 matchs consécutifs dans la LNH, série commencée en 1955, et bat ainsi le record précédent de 580 matchs de Johnny Wilson[1].

### Classement final
Les quatre premières équipes sont qualifiées pour les séries éliminatoires.
| Clt   | Équipe                 | PJ | V  | D  | N  | BP  | BC  | Diff | Pts |
| ----- | ---------------------- | -- | -- | -- | -- | --- | --- | ---- | --- |
| +001, | Canadiens de Montréal  | 70 | 36 | 21 | 13 | 209 | 167 | +42  | 85  |
| +002, | Black Hawks de Chicago | 70 | 36 | 22 | 12 | 218 | 169 | +49  | 84  |
| +003, | Maple Leafs de Toronto | 70 | 33 | 25 | 12 | 192 | 172 | +20  | 78  |
| +004, | Red Wings de Détroit   | 70 | 30 | 29 | 11 | 191 | 204 | -13  | 71  |
| +005, | Rangers de New York    | 70 | 22 | 38 | 10 | 186 | 242 | -56  | 54  |
| +006, | Bruins de Boston       | 70 | 18 | 40 | 12 | 170 | 212 | -42  | 48  |

- Vainqueur du trophée Prince de Galles
- Qualifié pour les séries éliminatoires

### Meilleurs pointeurs
| Joueur        | Équipe              | PJ | B  | A  | Pts | Pun |
| ------------- | ------------------- | -- | -- | -- | --- | --- |
| Stan Mikita   | Chicago             | 70 | 39 | 50 | 89  | 146 |
| Bobby Hull    | Chicago             | 70 | 43 | 44 | 87  | 50  |
| Jean Béliveau | Montréal            | 68 | 28 | 50 | 78  | 42  |
| Andy Bathgate | New York et Toronto | 71 | 19 | 58 | 77  | 34  |
| Gordie Howe   | Détroit             | 69 | 26 | 47 | 73  | 70  |

## Séries éliminatoires de la Coupe Stanley
C'est la première fois depuis la mise en place de la victoire au meilleur des sept matchs que les deux demi-finales durent sur sept rencontres.

### Arbre de qualification
|  | Demi-finales                             | Demi-finales                             |         |   | Finale de la Coupe Stanley              | Finale de la Coupe Stanley              |
|  | Demi-finales                             | Demi-finales                             |         |   | Finale de la Coupe Stanley              | Finale de la Coupe Stanley              |
|  |                                          |                                          |         |   |                                         |                                         |
|  | 26, 28, 31 mars, 2, 4, 7 et 9 avril 1964 | 26, 28, 31 mars, 2, 4, 7 et 9 avril 1964 |         |   | 11, 14, 16, 18, 21, 23 et 25 avril 1964 | 11, 14, 16, 18, 21, 23 et 25 avril 1964 |
|  | 26, 28, 31 mars, 2, 4, 7 et 9 avril 1964 | 26, 28, 31 mars, 2, 4, 7 et 9 avril 1964 |         |   | 11, 14, 16, 18, 21, 23 et 25 avril 1964 | 11, 14, 16, 18, 21, 23 et 25 avril 1964 |
|  | Toronto                                  | 4                                        |         |   | 11, 14, 16, 18, 21, 23 et 25 avril 1964 | 11, 14, 16, 18, 21, 23 et 25 avril 1964 |
|  | Toronto                                  | 4                                        |         |   | 11, 14, 16, 18, 21, 23 et 25 avril 1964 | 11, 14, 16, 18, 21, 23 et 25 avril 1964 |
|  | Montréal                                 | 3                                        |         |   | 11, 14, 16, 18, 21, 23 et 25 avril 1964 | 11, 14, 16, 18, 21, 23 et 25 avril 1964 |
|  | Montréal                                 | 3                                        | Toronto | 4 |                                         |                                         |
|  | 26, 29, 31 mars, 2, 5, 7 et 9 avril 1964 |                                          | Toronto | 4 |                                         |                                         |
|  |                                          | Détroit                                  | 3       |   |                                         |                                         |
|  | Détroit                                  | Détroit                                  | 3       | 4 |                                         |                                         |
|  | Détroit                                  |                                          |         | 4 |                                         |                                         |
|  | Chicago                                  | 3                                        |         |   |                                         |                                         |
|  | Chicago                                  | 3                                        |         |   |                                         |                                         |

### Finale
La finale de la Coupe Stanley oppose les Maple Leafs de Toronto aux Red Wings de Détroit. Le premier match est gagné 3-2 par Toronto, le second par Détroit toujours avec un écart d'un but mais marqué cette fois-ci en prolongation. Le troisième match voit une seconde victoire consécutive des Red Wings et toujours d'un but. Les Maple Leafs reviennent à deux matchs partout en gagnant 4-2 le quatrième match mais les Red Wings gagnent le match suivant encore une fois avec un but d'écart.
Au cours du sixième match, le défenseur Bobby Baun de Toronto doit sortir sur une blessure à la cheville. Le match étant à égalité, les deux équipes jouent les prolongations et Baun revient malgré tout sur la glace et inscrit le but de la victoire forçant les Red Wings à jouer un septième match.
Le dernier match n'est pas à l'image de la série et Toronto l'emporte sur le score de 4 buts à 0. C'est la troisième Coupe Stanley consécutive des Maple Leafs.

## Honneurs remis aux joueurs et équipes

### Trophées
| Trophée              | Joueur             | Équipe                 |
| -------------------- | ------------------ | ---------------------- |
| Trophée Calder       | Jacques Laperrière | Canadiens de Montréal  |
| Trophée Art-Ross     | Stan Mikita        | Black Hawks de Chicago |
| Trophée Hart         | Jean Béliveau      | Canadiens de Montréal  |
| Trophée James-Norris | Pierre Pilote      | Black Hawks de Chicago |
| Trophée Lady Byng    | Ken Wharram        | Black Hawks de Chicago |
| Trophée Vézina       | Charlie Hodge      | Canadiens de Montréal  |

| Trophée                  | Équipe                 |
| ------------------------ | ---------------------- |
| Trophée Prince de Galles | Canadiens de Montréal  |
| Coupe Stanley            | Maple Leafs de Toronto |

### Équipes d'étoiles
| Position       | Première équipe | Première équipe        | Deuxième équipe    | Deuxième équipe        |
| Position       | Joueur          | Équipe                 | Joueur             | Équipe                 |
| -------------- | --------------- | ---------------------- | ------------------ | ---------------------- |
| Gardien de but | Glenn Hall      | Black Hawks de Chicago | Charlie Hodge      | Canadiens de Montréal  |
| Défenseur      | Tim Horton      | Maple Leafs de Toronto | Jacques Laperrière | Canadiens de Montréal  |
| Défenseur      | Pierre Pilote   | Black Hawks de Chicago | Elmer Vasko        | Black Hawks de Chicago |
| Ailier gauche  | Bobby Hull      | Black Hawks de Chicago | Frank Mahovlich    | Maple Leafs de Toronto |
| Centre         | Stan Mikita     | Black Hawks de Chicago | Jean Béliveau      | Canadiens de Montréal  |
| Ailier droit   | Ken Wharram     | Black Hawks de Chicago | Gordie Howe        | Red Wings de Détroit   |